# Assemblée des sénateurs du Royaume
L'Assemblée des sénateurs du Royaume (en italien : Consulta dei senatori del Regno) est une association créée le 20 janvier 1955 par environ 160 anciens sénateurs de l'ancien Sénat du Royaume en tant que « Groupe à vie des sénateurs du Royaume », dont l'acte de volonté a été reconnu comme la plus haute autorité monarchiste résidant en Italie par Humbert II, dans une lettre datée du 3 février de la même année.
L'association a pris son nom actuel en 1965. Depuis 2001, il existe deux associations qui se réfèrent à l'Assemblée, l'une en faveur des héritiers directs d'Humbert II de Savoie, l'autre de la maison de Savoie-Aoste .

## Histoire

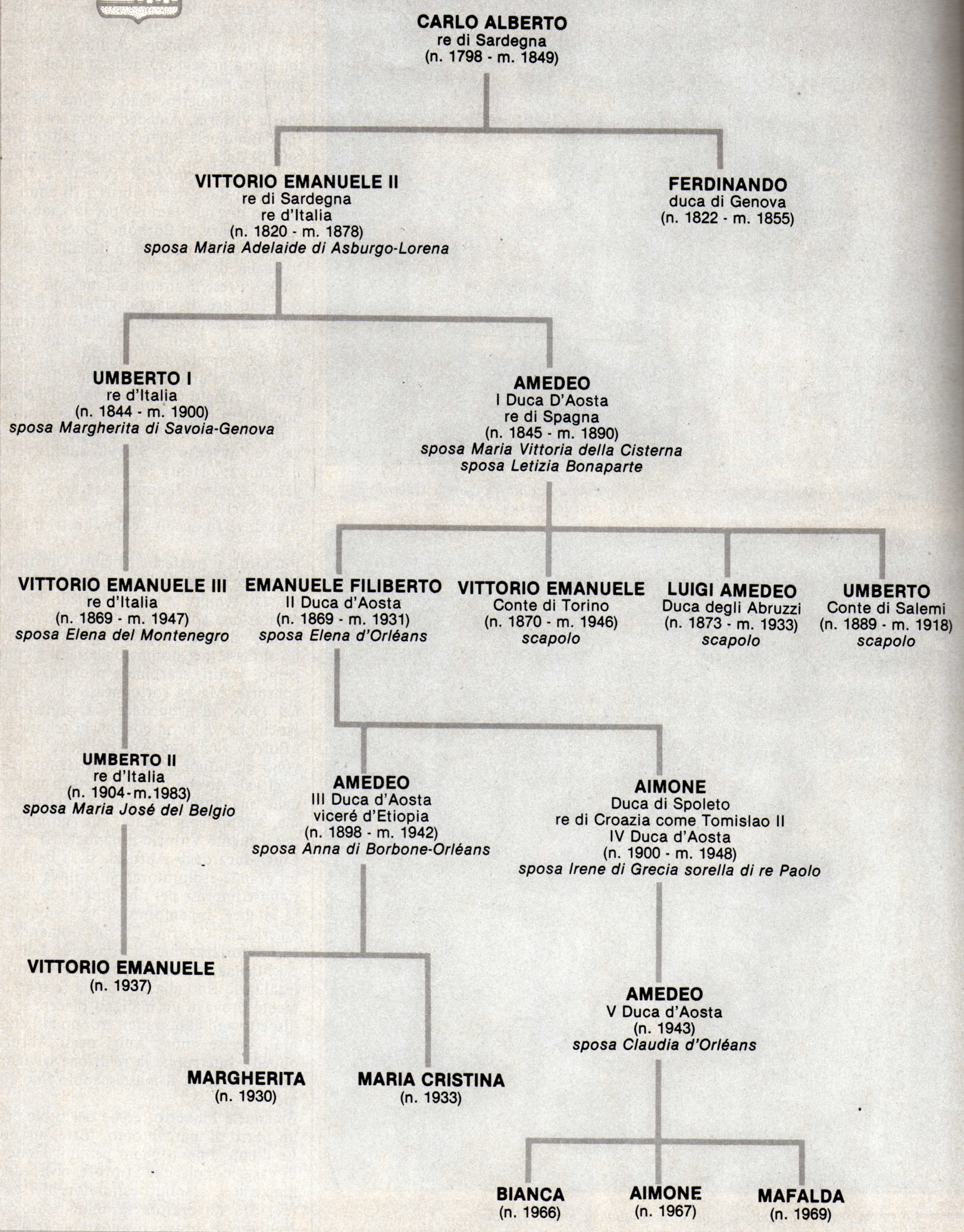
Les deux branches de la maison de Savoie.

Le Sénat du Royaume est supprimé par l'Assemblée constituante à la veille de l'entrée en vigueur de la Constitution républicaine le 1er janvier 1948. La renaissance du Sénat, en tant qu'association privée, s'est produite en 1955 à la suite de la proclamation d'Humbert II.
Le 3 février 1955, 92 sénateurs du royaume se réunissent en assemblée, auxquels Humbert envoie un message lu par le ministre de la Maison royale, Falcone Lucifero.[réf. nécessaire]
Les sénateurs originels du Royaume disparaissant pour cause de vieillesse, ils fusionnent le 11 novembre 1965 en une seule entité prenant le nom d'Assemblée des sénateurs du Royaume,.
Depuis les années 2000, elle fait partie des événements liés à l'attribution de la ligne de succession au trône d'Italie, par Amédée de Savoie-Aoste, avec ses partisans.
Le 15 janvier 2020, elle se prononce contre la modification du droit successoral souhaitée par Victor-Emmanuel de Savoie, qui a annoncé en décembre 2019 sur le site officiel de l'Assemblée des sénateurs du Royaume la suppression de la loi salique, pour permettre la succession également aux héritières féminines.